# 文京区立真砂中央図書館
文京区立真砂中央図書館（ぶんきょうくりつまさごちゅうおうとしょかん）は、東京都文京区本郷にある公共図書館。8館3室から構成される文京区立図書館の中で中央図書館と位置づけられており、2010年（平成22年）に他の7館3室が指定管理者に管理運営が委任された後も本館は文京区が直接運営している。

## 概要
- 開館時間
  - 平日・土曜日 - 9時から21時
  - 日曜日・祝日・12月29日 - 9時から19時
- 休館日
  - 定期休館日 - 第4月曜日（第4月曜日が祝日の場合は開館し、翌日休館）
  - 年末年始（12月30日から1月4日）
  - 特別整理期間
- 蔵書数（2020年3月31日現在）[3]
  - 一般書 - 195,132
  - 児童書 - 23,073
  - 絵本 - 13,832
  - 外国語絵本 - 455
  - 紙芝居 - 596
  - カセットテープ - 4
  - CD - 14,451
  - DVD - 499
  - 障害者用カセットテープ・CD等 - 1094
  - 新聞 - 25
  - 雑誌 - 243
- 座席数 - 224[3]